# Wereldkampioenschappen biatlon 2013
De wereldkampioenschappen biatlon 2013 werden van 7 tot en met 17 februari 2013 gehouden in Nové Město na Moravě.
De resultaten van de wereldkampioenschappen telden ook mee voor de wereldbeker.

## Wedstrijdschema
| Datum       | Tijd          | Mannen                | Vrouwen             |
| ----------- | ------------- | --------------------- | ------------------- |
| 07 februari | 17:30         | Gemengde estafette    | Gemengde estafette  |
| 09 februari | 13:00 / 16:15 | 10 km sprint          | 7,5 km sprint       |
| 10 februari | 13:00 / 16:15 | 12,5 km achtervolging | 10 km achtervolging |
| 13 februari | 17:15         |                       | 12,5 km individueel |
| 14 februari | 17:15         | 15 km individueel     |                     |
| 15 februari | 17:15         |                       | 4×6 km estafette    |
| 16 februari | 15:15         | 4×7,5 km estafette    |                     |
| 17 februari | 15:00 / 12:00 | 15 km massastart      | 12,5 km massastart  |

## Medailles

### Mannen
| Onderdeel             | Goud | Goud                                                                  | Zilver | Zilver                                                            | Brons | Brons                                                     |
| --------------------- | ---- | --------------------------------------------------------------------- | ------ | ----------------------------------------------------------------- | ----- | --------------------------------------------------------- |
| 20 km individueel     | FRA  | Martin Fourcade                                                       | USA    | Tim Burke                                                         | SWE   | Fredrik Lindström                                         |
| 10 km sprint          | NOR  | Emil Hegle Svendsen                                                   | FRA    | Martin Fourcade                                                   | SLO   | Jakov Fak                                                 |
| 12,5 km achtervolging | NOR  | Emil Hegle Svendsen                                                   | FRA    | Martin Fourcade                                                   | RUS   | Anton Sjipoelin                                           |
| 15 km massastart      | NOR  | Tarjei Bø                                                             | RUS    | Anton Sjipoelin                                                   | NOR   | Emil Hegle Svendsen                                       |
| 4×7,5 km estafette    | NOR  | Ole Einar Bjørndalen Henrik L'Abée-Lund Tarjei Bø Emil Hegle Svendsen | FRA    | Simon Fourcade Jean-Guillaume Béatrix Alexis Bœuf Martin Fourcade | GER   | Simon Schempp Andreas Birnbacher Arnd Peiffer Erik Lesser |

### Vrouwen
| Onderdeel           | Goud | Goud                                                          | Zilver | Zilver                                                        | Brons | Brons                                                        |
| ------------------- | ---- | ------------------------------------------------------------- | ------ | ------------------------------------------------------------- | ----- | ------------------------------------------------------------ |
| 15 km individueel   | NOR  | Tora Berger                                                   | GER    | Andrea Henkel                                                 | UKR   | Valj Semerenko                                               |
| 7,5 km sprint       | UKR  | Olena Pidhroesjna                                             | NOR    | Tora Berger                                                   | UKR   | Vita Semerenko                                               |
| 10 km achtervolging | NOR  | Tora Berger                                                   | POL    | Krystyna Pałka                                                | UKR   | Olena Pidhroesjna                                            |
| 12,5 km massastart  | BLR  | Darja Domratsjeva                                             | NOR    | Tora Berger                                                   | POL   | Monika Hojnisz                                               |
| 4×6 km estafette    | NOR  | Hilde Fenne Ann Kristin Flatland Synnøve Solemdal Tora Berger | UKR    | Joelia Dzjyma Vita Semerenko Valj Semerenko Olena Pidhroesjna | ITA   | Dorothea Wierer Nicole Gontier Michela Ponza Karin Oberhofer |

### Gemengd
| Onderdeel          | Goud | Goud                                                       | Zilver | Zilver                                                            | Brons | Brons                                                              |
| ------------------ | ---- | ---------------------------------------------------------- | ------ | ----------------------------------------------------------------- | ----- | ------------------------------------------------------------------ |
| Gemengde estafette | NOR  | Tora Berger Synnøve Solemdal Tarjei Bø Emil Hegle Svendsen | FRA    | Marie-Laure Brunet Marie Dorin Habert Alexis Bœuf Martin Fourcade | CZE   | Veronika Vítková Gabriela Soukalová Jaroslav Soukup Ondřej Moravec |

### Medailleklassement
| Plaats | Land             | Goud | Zilver | Brons | Totaal |
| 1      | Noorwegen        | 8    | 2      | 1     | 11     |
| 2      | Frankrijk        | 1    | 4      | 0     | 5      |
| 3      | Oekraïne         | 1    | 1      | 3     | 5      |
| 4      | Wit-Rusland      | 1    | 0      | 0     | 1      |
| 5      | Duitsland        | 0    | 1      | 1     | 2      |
| 5      | Polen            | 0    | 1      | 1     | 2      |
| 5      | Rusland          | 0    | 1      | 1     | 2      |
| 8      | Verenigde Staten | 0    | 1      | 0     | 1      |
| 9      | Italië           | 0    | 0      | 1     | 1      |
| 9      | Slovenië         | 0    | 0      | 1     | 1      |
| 9      | Tsjechië         | 0    | 0      | 1     | 1      |
| 9      | Zweden           | 0    | 0      | 1     | 1      |
| Totaal | Totaal           | 11   | 11     | 11    | 33     |

## Uitslagen

### Individueel
| 20 km mannen | 20 km mannen            | 20 km mannen | 20 km mannen  | 20 km mannen |
| #            | Naam                    | Land         | Straf         | Tijd         |
| ------------ | ----------------------- | ------------ | ------------- | ------------ |
| Goud         | Martin Fourcade         | FRA          | 0 – 0 – 0 – 1 | 49.43,0      |
| Zilver       | Tim Burke               | USA          | 0 – 0 – 0 – 1 | + 23,5       |
| Brons        | Fredrik Lindström       | SWE          | 0 – 0 – 0 – 1 | + 33,7       |
| 4            | Ondřej Moravec          | CZE          | 1 – 0 – 0 – 1 | + 48,6       |
| 5            | Björn Ferry             | SWE          | 1 – 0 – 0 – 0 | + 1.11,8     |
| 6            | Simon Fourcade          | FRA          | 0 – 0 – 1 – 0 | + 1.18,4     |
| 7            | Lukas Hofer             | ITA          | 0 – 0 – 0 – 2 | + 1.19,0     |
| 8            | Andreas Birnbacher      | GER          | 1 – 0 – 0 – 1 | + 1.36,6     |
| 9            | Henrik L'Abée-Lund      | NOR          | 0 – 0 – 0 – 2 | + 1.37,3     |
| 10           | Jean Philippe Leguellec | CAN          | 0 – 0 – 0 – 1 | + 1.48,4     |

| 15 km vrouwen | 15 km vrouwen        | 15 km vrouwen | 15 km vrouwen | 15 km vrouwen |
| #             | Naam                 | Land          | Straf         | Tijd          |
| ------------- | -------------------- | ------------- | ------------- | ------------- |
| Goud          | Tora Berger          | NOR           | 0 – 0 – 0 – 0 | 44.52,5       |
| Zilver        | Andrea Henkel        | GER           | 0 – 0 – 0 – 0 | + 52,7        |
| Brons         | Valj Semerenko       | UKR           | 1 – 0 – 0 – 0 | + 1.42,5      |
| 4             | Anastasiya Kuzmina   | SVK           | 0 – 0 – 1 – 1 | + 1.55,0      |
| 5             | Vita Semerenko       | UKR           | 0 – 0 – 0 – 1 | + 2.25,9      |
| 6             | Olga Zajtseva        | RUS           | 2 – 0 – 0 – 0 | + 2.30,9      |
| 7             | Jekaterina Glazyrina | RUS           | 0 – 0 – 1 – 0 | + 2.40,5      |
| 8             | Kaisa Mäkäräinen     | FIN           | 2 – 0 – 0 – 1 | + 2.45,8      |
| 9             | Marie Dorin Habert   | FRA           | 0 – 1 – 1 – 0 | + 2.51,2      |
| 10            | Olga Viloechina      | RUS           | 0 – 1 – 0 – 0 | + 3.03,6      |

### Sprint
| 10 km mannen | 10 km mannen         | 10 km mannen | 10 km mannen | 10 km mannen |
| #            | Naam                 | Land         | Straf        | Tijd         |
| ------------ | -------------------- | ------------ | ------------ | ------------ |
| Goud         | Emil Hegle Svendsen  | NOR          | 0 – 1        | 23.25,1      |
| Zilver       | Martin Fourcade      | FRA          | 0 – 1        | + 8,1        |
| Brons        | Jakov Fak            | SLO          | 0 – 0        | + 11,2       |
| 4            | Ole Einar Bjørndalen | NOR          | 0 – 1        | + 19,9       |
| 5            | Dmitri Malysjko      | RUS          | 0 – 0        | + 23,2       |
| 6            | Alexis Bœuf          | FRA          | 0 – 0        | + 25,0       |
| 7            | Anton Sjipoelin      | RUS          | 1 – 0        | + 32,9       |
| 8            | Fredrik Lindström    | SWE          | 1 – 1        | + 38,0       |
| 9            | Jevgeni Oestjoegov   | RUS          | 0 – 1        | + 38,4       |
| 10           | Simon Eder           | AUT          | 0 – 0        | + 38,6       |

| 7,5 km vrouwen | 7,5 km vrouwen       | 7,5 km vrouwen | 7,5 km vrouwen | 7,5 km vrouwen |
| #              | Naam                 | Land           | Straf          | Tijd           |
| -------------- | -------------------- | -------------- | -------------- | -------------- |
| Goud           | Olena Pidhroesjna    | UKR            | 0 – 0          | 21.02,1        |
| Zilver         | Tora Berger          | NOR            | 0 – 1          | + 6,4          |
| Brons          | Vita Semerenko       | UKR            | 0 – 0          | + 22,8         |
| 4              | Olga Zajtseva        | RUS            | 0 – 1          | + 24,5         |
| 5              | Olga Viloechina      | RUS            | 0 – 0          | + 25,3         |
| 6              | Miriam Gössner       | GER            | 2 – 0          | + 33,1         |
| 7              | Krystyna Pałka       | POL            | 0 – 1          | + 34,5         |
| 8              | Ann Kristin Flatland | NOR            | 0 – 0          | + 35,5         |
| 9              | Kaisa Mäkäräinen     | FIN            | 2 – 0          | + 40,8         |
| 10             | Veronika Vítková     | CZE            | 0 – 0          | + 50,6         |

### Achtervolging
| 12,5 km mannen | 12,5 km mannen       | 12,5 km mannen | 12,5 km mannen | 12,5 km mannen |
| #              | Naam                 | Land           | Straf          | Tijd           |
| -------------- | -------------------- | -------------- | -------------- | -------------- |
| Goud           | Emil Hegle Svendsen  | NOR            | 0 – 0 – 0 – 1  | 32.35,5        |
| Zilver         | Martin Fourcade      | FRA            | 0 – 1 – 1 – 0  | + 0,1          |
| Brons          | Anton Sjipoelin      | RUS            | 0 – 0 – 1 – 0  | + 3,6          |
| 4              | Dmitri Malysjko      | RUS            | 0 – 0 – 0 – 0  | + 5,4          |
| 5              | Dominik Landertinger | AUT            | 0 – 0 – 0 – 0  | + 20,4         |
| 6              | Jakov Fak            | SLO            | 0 – 0 – 0 – 1  | + 29,7         |
| 7              | Fredrik Lindström    | SWE            | 0 – 0 – 1 – 0  | + 43,4         |
| 8              | Alexis Bœuf          | FRA            | 0 – 0 – 2 – 0  | + 46,6         |
| 9              | Björn Ferry          | SWE            | 0 – 0 – 0 – 0  | + 48,1         |
| 10             | Ole Einar Bjørndalen | NOR            | 2 – 0 – 1 – 1  | + 51,5         |

| 10 km vrouwen | 10 km vrouwen        | 10 km vrouwen | 10 km vrouwen | 10 km vrouwen |
| #             | Naam                 | Land          | Straf         | Tijd          |
| ------------- | -------------------- | ------------- | ------------- | ------------- |
| Goud          | Tora Berger          | NOR           | 0 – 1 – 2 – 0 | 28.48,4       |
| Zilver        | Krystyna Pałka       | POL           | 0 – 0 – 1 – 1 | + 18,5        |
| Brons         | Olena Pidhroesjna    | UKR           | 0 – 0 – 2 – 0 | + 21,5        |
| 4             | Olga Zajtseva        | RUS           | 0 – 1 – 1 – 1 | + 23,0        |
| 5             | Jekaterina Glazyrina | RUS           | 0 – 0 – 0 – 0 | + 45,4        |
| 6             | Andrea Henkel        | GER           | 0 – 0 – 0 – 0 | + 49,2        |
| 7             | Ann Kristin Flatland | NOR           | 0 – 1 – 0 – 0 | + 1.08,3      |
| 8             | Veronika Vítková     | CZE           | 0 – 0 – 1 – 1 | + 1.10,1      |
| 9             | Vita Semerenko       | UKR           | 2 – 1 – 0 – 1 | + 1.10,9      |
| 10            | Kaisa Mäkäräinen     | FIN           | 1 – 1 – 1 – 1 | + 1.15,5      |

### Massastart
| 15 km mannen | 15 km mannen           | 15 km mannen | 15 km mannen  | 15 km mannen |
| #            | Naam                   | Land         | Straf         | Tijd         |
| ------------ | ---------------------- | ------------ | ------------- | ------------ |
| Goud         | Tarjei Bø              | NOR          | 0 – 0 – 0 – 0 | 36.15,8      |
| Zilver       | Anton Sjipoelin        | RUS          | 0 – 0 – 1 – 0 | + 3,7        |
| Brons        | Emil Hegle Svendsen    | NOR          | 0 – 1 – 0 – 0 | + 7,4        |
| 4            | Ondřej Moravec         | CZE          | 0 – 0 – 1 – 0 | + 10,4       |
| 5            | Erik Lesser            | GER          | 1 – 0 – 0 – 0 | + 12,8       |
| 6            | Dominik Landertinger   | AUT          | 0 – 0 – 1 – 0 | + 16,7       |
| 7            | Jean-Guillaume Béatrix | FRA          | 1 – 0 – 1 – 0 | + 19,6       |
| 8            | Björn Ferry            | SWE          | 0 – 0 – 0 – 0 | + 22,5       |
| 9            | Simon Fourcade         | FRA          | 1 – 0 – 1 – 0 | + 36,3       |
| 10           | Martin Fourcade        | FRA          | 0 – 1 – 0 – 1 | + 36,8       |

| 12,5 km vrouwen | 12,5 km vrouwen    | 12,5 km vrouwen | 12,5 km vrouwen | 12,5 km vrouwen |
| #               | Naam               | Land            | Straf           | Tijd            |
| --------------- | ------------------ | --------------- | --------------- | --------------- |
| Goud            | Darja Domratsjeva  | BLR             | 1 – 0 – 0 – 1   | 35.54,5         |
| Zilver          | Tora Berger        | NOR             | 1 – 0 – 1 – 0   | + 8,7           |
| Brons           | Monika Hojnisz     | POL             | 0 – 0 – 1 – 0   | + 27,6          |
| 4               | Vita Semerenko     | UKR             | 0 – 1 – 0 – 1   | + 46,6          |
| 5               | Olga Zajtseva      | RUS             | 1 – 1 – 0 – 0   | + 52,1          |
| 6               | Miriam Gössner     | GER             | 0 – 1 – 0 – 3   | + 52,1          |
| 7               | Krystyna Pałka     | POL             | 0 – 0 – 0 – 1   | + 1.00,8        |
| 8               | Teja Gregorin      | SLO             | 0 – 1 – 0 – 1   | + 1.04,5        |
| 9               | Marie Dorin Habert | FRA             | 0 – 0 – 2 – 0   | + 1.10,8        |
| 10              | Jana Gereková      | SVK             | 0 – 1 – 1 – 1   | + 1.17,7        |

### Estafette
| 4×7,5 km mannen | 4×7,5 km mannen                                                        | 4×7,5 km mannen | 4×7,5 km mannen                         | 4×7,5 km mannen |
| #               | Naam                                                                   | Land            | Straf                                   | Tijd            |
| --------------- | ---------------------------------------------------------------------- | --------------- | --------------------------------------- | --------------- |
| Goud            | Ole Einar Bjørndalen Henrik L'Abée-Lund Tarjei Bø Emil Hegle Svendsen  | NOR             | 0+1 – 0+2 0+0 – 0+0 0+1 – 0+0 0+0 – 0+1 | 1:15.39,0       |
| Zilver          | Simon Fourcade Jean-Guillaume Béatrix Alexis Bœuf Martin Fourcade      | FRA             | 0+0 – 0+3 0+0 – 0+1 0+0 – 0+2           | + 1.12,8        |
| Brons           | Simon Schempp Andreas Birnbacher Arnd Peiffer Erik Lesser              | GER             | 0+0 – 0+0 0+0 – 2+3                     | + 1.18,5        |
| 4               | Anton Sjipoelin Jevgeni Oestjoegov Jevgeni Garanitsjev Dmitri Malysjko | RUS             | 0+0 – 0+1 0+0 – 2+3 0+1 – 0+1           | + 1.24,1        |
| 5               | Simon Eder Daniel Mesotitsch Christoph Sumann Dominik Landertinger     | AUT             | 0+0 – 0+0 0+0 – 0+2 0+0 – 0+1 0+0 – 0+2 | + 1.38,9        |
| 6               | Michal Šlesingr Ondřej Moravec Jaroslav Soukup Michal Krčmář           | CZE             | 0+0 – 0+1 0+2 – 0+2 0+1 – 0+2 0+0 – 0+1 | + 2.50,1        |
| 7               | Christian De Lorenzi Dominik Windisch Christian Martinelli Lukas Hofer | ITA             | 0+0 – 1+3 0+2 – 0+0 0+1 – 0+1 0+0 – 0+2 | + 3.04,9        |
| 8               | Jean-Philippe Leguellec Scott Gow Nathan Smith Scott Perras            | CAN             | 0+1 – 0+1 0+2 – 0+1 0+1 – 0+0 0+0 – 0+3 | + 3.05,7        |
| 9               | Michail Kletcherov Miroslav Kenanov Vladimir Iliev Krasimir Anev       | BUL             | 0+1 – 0+0 0+0 – 0+1 0+1 – 0+1 0+0 – 0+1 | + 3.11,6        |
| 10              | Dušan Šimočko Pavol Hurajt Matej Kazár Miroslav Matiaško               | SVK             | 0+1 – 0+0 0+1 – 0+2 0+2 – 0+1 0+1 – 0+1 | + 3.27,8        |

| 4×6 km vrouwen | 4×6 km vrouwen                                                                 | 4×6 km vrouwen | 4×6 km vrouwen                          | 4×6 km vrouwen |
| #              | Naam                                                                           | Land           | Straf                                   | Tijd           |
| -------------- | ------------------------------------------------------------------------------ | -------------- | --------------------------------------- | -------------- |
| Goud           | Hilde Fenne Ann Kristin Flatland Synnøve Solemdal Tora Berger                  | NOR            | 0+2 – 1+3 0+0 – 0+2 0+0 – 0+1           | 1:08.11,0      |
| Zilver         | Joelia Dzjyma Vita Semerenko Valj Semerenko Olena Pidhroesjna                  | UKR            | 0+0 – 0+1 0+2 – 0+0 0+1 – 0+0 0+0 – 0+1 | + 7,0          |
| Brons          | Dorothea Wierer Nicole Gontier Michela Ponza Karin Oberhofer                   | ITA            | 0+0 – 0+0 0+2 – 0+0 0+0 – 0+2 0+0 – 0+0 | + 11,6         |
| 4              | Jekaterina Glazyrina Olga Zajtseva Jekaterina Sjoemilova Olga Viloechina       | RUS            | 0+0 – 0+1 0+0 – 0+2 0+0 – 0+3 0+0 – 0+1 | + 29,0         |
| 5              | Franziska Hildebrand Miriam Gössner Laura Dahlmeier Andrea Henkel              | GER            | 0+0 – 0+3 0+3 – 0+2 0+0 – 0+0 0+1 – 0+2 | + 30,9         |
| 6              | Anaïs Bescond Sophie Boilley Marie-Laure Brunet Marie Dorin Habert             | FRA            | 0+0 – 0+3 0+2 – 0+1 0+2 – 0+2 0+0 – 0+3 | + 36,7         |
| 7              | Nadezjda Skardino Ljoedmila Kalintsjik Nastassia Doebarezava Darja Domratsjeva | BLR            | 0+0 – 0+0 0+1 – 0+0 1+3 – 0+1 0+1 – 0+1 | + 1.02,2       |
| 8              | Jana Gereková Anastasiya Kuzmina Martina Chrapánová Paulina Fialková           | SVK            | 0+1 – 0+2 0+3 – 0+2 0+2 – 0+1           | + 2.00,3       |
| 9              | Krystyna Pałka Magdalena Gwizdoń Monika Hojnisz Weronika Nowakowska-Ziemniak   | POL            | 0+2 – 0+0 1+3 – 0+3 0+1 – 0+2 0+1 – 0+1 | + 2.20,3       |
| 10             | Veronika Vítková Gabriela Soukalová Jitka Landová Barbora Tomešová             | CZE            | 0+1 – 0+0 0+1 – 0+1 0+0 – 1+3 0+1 – 1+3 | + 2.54,7       |

### Gemengde estafette
| 2×6 km vrouwen + 2×7,5 km mannen | 2×6 km vrouwen + 2×7,5 km mannen                                     | 2×6 km vrouwen + 2×7,5 km mannen | 2×6 km vrouwen + 2×7,5 km mannen        | 2×6 km vrouwen + 2×7,5 km mannen |
| #                                | Naam                                                                 | Land                             | Straf                                   | Tijd                             |
| -------------------------------- | -------------------------------------------------------------------- | -------------------------------- | --------------------------------------- | -------------------------------- |
| Goud                             | Tora Berger Synnøve Solemdal Tarjei Bø Emil Hegle Svendsen           | NOR                              | 0+0 – 0+0 0+0 – 0+2 0+1 – 0+0 0+0 – 0+1 | 1:12.04,9                        |
| Zilver                           | Marie-Laure Brunet Marie Dorin Habert Alexis Bœuf Martin Fourcade    | FRA                              | 0+0 – 0+2 0+1 – 0+2 0+0 – 0+2 0+0 – 0+1 | + 20,0                           |
| Brons                            | Veronika Vítková Gabriela Soukalová Jaroslav Soukup Ondřej Moravec   | CZE                              | 0+2 – 0+1 0+1 – 0+0 0+0 – 0+1 0+0 – 0+0 | + 32,3                           |
| 4                                | Dorothea Wierer Karin Oberhofer Dominik Windisch Lukas Hofer         | ITA                              | 0+0 – 0+0 0+1 – 0+1 0+0 – 0+0 0+0 – 0+2 | + 58,4                           |
| 5                                | Andreja Mali Teja Gregorin Klemen Bauer Jakov Fak                    | SLO                              | 0+0 – 0+1 0+0 – 0+0 0+2 – 0+2 0+0 – 0+1 | + 1.07,1                         |
| 6                                | Olga Zajtseva Olga Viloechina Anton Sjipoelin Dmitri Malysjko        | RUS                              | 0+0 – 0+1 0+1 – 0+0 0+3 – 0+0 1+3 – 0+1 | + 1.26,5                         |
| 7                                | Jana Gereková Anastasiya Kuzmina Pavol Hurajt Matej Kazár            | SVK                              | 0+0 – 0+1 0+1 – 0+2 0+1 – 0+0 0+3 – 0+0 | + 1.32,7                         |
| 8                                | Annelies Cook Susan Dunklee Lowell Bailey Leif Nordgren              | USA                              | 0+0 – 0+3 0+0 – 0+1 0+2 – 0+0 0+1 – 0+0 | + 1.32,8                         |
| 9                                | Joelia Dzjyma Natalja Boerdyga Andrij Deryzemlja Sergij Sednev       | UKR                              | 0+0 – 0+2 0+0 – 0+1 1+3 – 0+1 0+1 – 0+0 | + 1.50,9                         |
| 10                               | Krystyna Pałka Magdalena Gwizdoń Łukasz Szczurek Krzysztof Pływaczyk | POL                              | 0+1 – 0+0 0+2 – 0+1 0+0 – 0+1 0+0 – 0+2 | + 1.53,8                         |